# Мюлдерс, Хенк
Хендрик Корнелис (Хенк) Мюлдерс (нидерл. Hendrik Cornelis "Henk" Mulders; 1 июня 1904, Роттердам, Южная Голландия — 13 мая 1978) — нидерландский футболист, игравший на позиции левого крайнего нападающего за амстердамский «Аякс». В период с 1929 по 1936 год провёл за клуб 136 матчей, трижды выигрывал чемпионат Нидерландов. В линии атаки играл вместе с Питом ван Рененом, Вимом Волкерсом и Эдди Хэмелом.
За национальную сборную Нидерландов провёл два товарищеских матча, отличился одним голом. Дебютировал 2 ноября 1930 года в игре против Швейцарии, завершившейся поражением нидерландцев со счётом 6:3. Вторую игру провёл 10 декабря 1933 года против Австрии.

## Личная жизнь
Мюлдерс родился в июне 1904 года в городе Роттердам. Отец — Корнелис Мюлдерс, работал начальником депо, мать — Хендрика Герритдина Риддерхоф, оба родителя были родом из Дордрехта. Хенк был вторым ребёнком из 11 детей Мюлдерсов.
Хенк был женат на Катарине Афине Серпидо, уроженке Ден-Хелдера — их брак был зарегистрирован 10 августа 1927 года в Алкмаре. В июле 1929 года у них родилась дочь, а в июне 1937 года родился сын.

## Статистика

### Выступления за клубные команды
| Клуб | Сезон   | Чемпионат Нидерландов | Чемпионат Нидерландов | Кубок Нидерландов | Кубок Нидерландов | Итого | Итого |
| Клуб | Сезон   | Игры                  | Голы                  | Игры              | Голы              | Игры  | Голы  |
| ---- | ------- | --------------------- | --------------------- | ----------------- | ----------------- | ----- | ----- |
| Аякс | 1929/30 | 13                    | 4                     | 2+                | 0+                | 15    | 4     |
| Аякс | 1930/31 | 18                    | 6                     |                   |                   | 18    | 6     |
| Аякс | 1931/32 | 20                    | 15                    | ?                 | ?                 | 20    | 15    |
| Аякс | 1932/33 | 16                    | 9                     |                   |                   | 16    | 9     |
| Аякс | 1933/34 | 28                    | 14                    |                   |                   | 28    | 14    |
| Аякс | 1934/35 | 21                    | 7                     | ?                 | ?                 | 21    | 7     |
| Аякс | 1935/36 | 20                    | 9                     | 1                 | 1                 | 21    | 10    |
| Аякс | Итого   | 136                   | 64                    | 3                 | 1                 | 139   | 65    |

### Матчи Мюлдерса за сборную Нидерландов
| Матчи Мюлдерса за сборную Нидерландов | Матчи Мюлдерса за сборную Нидерландов | Матчи Мюлдерса за сборную Нидерландов | Матчи Мюлдерса за сборную Нидерландов | Матчи Мюлдерса за сборную Нидерландов | Матчи Мюлдерса за сборную Нидерландов |
| ------------------------------------- | ------------------------------------- | ------------------------------------- | ------------------------------------- | ------------------------------------- | ------------------------------------- |
| №                                     | Дата                                  | Соперник                              | Счёт                                  | Голы Мюлдерса                         | Соревнование                          |
| 1                                     | 2 ноября 1930                         | Швейцария                             | 3:6                                   | 1                                     | Товарищеский матч                     |
| 2                                     | 10 декабря 1933                       | Австрия                               | 0:1                                   | —                                     | Товарищеский матч                     |

Итого: 2 матча / 1 гол; 0 побед, 0 ничьих, 2 поражения.

## Достижения
Чемпион Нидерландов (3)1930/31, 1931/32, 1933/34.